# Serenade (Goebaidoelina)
Serenade is een compositie van Sofia Goebaidoelina.
De serenade is geschreven voor sologitaar. Het is opgedragen aan Matanay Ophee, een gitarist, die het in de Verenigde Staten liet uitgeven. Goebaidoelina schreef het op verzoek van uitgeverij Muzyka, die op zoek was naar solostukken voor gitaar voor een soort gitaargids. Samensteller van het boekwerkje was collegacomponist Vyacheslav Artyomov. De Russische componiste kwam met een voor gitaristen eenvoudig werk en noemde het "muziek voor het plezier". De toonsoort slingert tussen G-majeur en g-mineur. Goebaidoelina stopte er ook dissonanten in en laat maatsoorten als 3/4 en 5/4 elkaar afwisselen. Het werk doorloopt daarbij alle tonen in het brede spectrum van de gitaar. Slotakkoord is het G-majeurakkoord.
In 2017 zijn er vijf opnamen van dit werk beschikbaar.   